# Hypena radiatalisvariegata
Hypena radiatalisvariegata är en fjärilsart som beskrevs av Barend J. Lempke 1949. Hypena radiatalisvariegata ingår i släktet Hypena och familjen nattflyn. Inga underarter finns listade i Catalogue of Life.